# Titiotus californicus
Espèce
Titiotus californicus est une espèce d'araignées aranéomorphes de la famille des Zoropsidae.

## Distribution
Cette espèce est endémique de Californie aux États-Unis,. Elle se rencontre dans le centre de l'État.

## Description
Le mâle décrit par Platnick et Ubick en 2008 mesure 10 mm et la femelle 12 mm.

## Étymologie
Son nom d'espèce lui a été donné en référence au lieu de sa découverte, la Californie.

## Publication originale
- Simon, 1897 : Histoire naturelle des araignées. Paris, vol. 2, p. 1-192 (texte intégral).